# Полосатая эмпуза
Полосатая эмпуза (лат. Empusa fasciata) — вид насекомых из семейства эмпузовых (Empusidae).
Длина тела имаго составляет 47—64 мм. Нимфы имитируют розовые цветки Fumaria densiflora.
Обитает на открытых кустарниковых пространствах. Встречается на растениях видов Ononis spinosa, Ononis natrix, Sarcopoterium spinosum, Varthemia iphionoides, Balluta undulata и Fumaria densiflora. Распространён в Крыму, Турции, Малой Азии, в Греции, включая остров Крит, на Кипре, в Румынии, Словении,Израиле, Палестине, Иране, Иордании, Индии и Алжире.